# Alexander Dickson
Alexander Dickson ( 1836 - 1887 )  foi um médico e botânico do Reino Unido.
Formou-se em medicina pela universidade de Edimburgo e, passou a exercer  o magistério de botânica na universidade de Dublin. 
Em 1869 assumiu a cadeira de professor  em Glasgow e, em 1879, na Universidade de Edimburgo.